# 도쿠시마시
도쿠시마시(일본어: 徳島市, 문화어: 도꾸시마시)는 일본 시코쿠 도쿠시마현의 북동부, 기이 수도 연안에 있는 시로, 도쿠시마현의 현청 소재지이다.
에도 시대에 도쿠시마번의 성시로 번창했고 에도 막부 말기에는 쪽 산업의 진전으로 일본에서 열 손가락 안에 들어가는 성시가 되었다. 도쿠시마현 정치·경제·문화의 중심 도시이며 시코쿠 지방에서도 최대 규모의 도시 중 하나이다. 예로부터 긴키 지방과의 관계가 강하고 현재도 고베 아와지 나루토 자동차도나 간사이 지방의 텔레비전, 라디오를 통해서 인적·물적·경제적 교류가 활발하다. 지리적으로는 요시노강의 하구에 위치하고 기탄 해협과 접한다.

## 지리
요시노강 하구에 위치하고 그 삼각주상에 발달한 도시이다. 시내에는 138개의 강이 흐른다. 대부분은 도쿠시마 평야에 위치해 평탄하지만 거의 중앙에는 시의 상징인 비산이 우뚝 솟아 풍광이 맑고 아름다운 경관을 만들어 내고 있다. 남부는 산림이 퍼져 있는 산지이다.

### 기후
시가지는 세토 내해식 기후와 태평양측 기후의 정확히 경계선에 위치하고 있다. 장마철에 비가 안 오거나 태풍이 내습하지 않는 해에는 세토우치 연안의 다른 지역처럼 연 강수량이 꽤 적다. 또 여름부터 가을까지 장마, 태풍, 가을비 등으로 비가 많이 오면 태평양 연안의 도쿠시마현 남부나 고치현의 평년값과 비슷할 정도의 연 강수량이 된다.
전형적인 해양성 기후로 연중 온난하고, 0°C 미만으로 떨어지는 날이 없으며 겨울의 최저 기온 평균은 시코쿠 4현의 현청 소재지 중에서 제일 높다. 또 일조 시간은 일본 전체로 볼 때 길고 현청 소재지 47곳 중 8위이다.
연 평년값(1991년~2020년 평균)은 기온 16.8°C, 강수량 1619.9mm, 일조 시간 2106.8시간이다.
| 도쿠시마시의 기후                                            | 도쿠시마시의 기후 | 도쿠시마시의 기후 | 도쿠시마시의 기후 | 도쿠시마시의 기후 | 도쿠시마시의 기후 | 도쿠시마시의 기후 | 도쿠시마시의 기후 | 도쿠시마시의 기후 | 도쿠시마시의 기후 | 도쿠시마시의 기후 | 도쿠시마시의 기후 | 도쿠시마시의 기후 | 도쿠시마시의 기후 |
| 월                                                           | 1월               | 2월               | 3월               | 4월               | 5월               | 6월               | 7월               | 8월               | 9월               | 10월              | 11월              | 12월              | 연간              |
| ------------------------------------------------------------ | ----------------- | ----------------- | ----------------- | ----------------- | ----------------- | ----------------- | ----------------- | ----------------- | ----------------- | ----------------- | ----------------- | ----------------- | ----------------- |
| 역대 최고 기온 °C (°F)                                       | 22.5 (72.5)       | 23.2 (73.8)       | 26.4 (79.5)       | 30.1 (86.2)       | 32.9 (91.2)       | 35.7 (96.3)       | 38.4 (101.1)      | 38.2 (100.8)      | 36.2 (97.2)       | 33.4 (92.1)       | 27.1 (80.8)       | 26.7 (80.1)       | 38.4 (101.1)      |
| 일평균 최고 기온 °C (°F)                                     | 10.0 (50.0)       | 10.8 (51.4)       | 14.3 (57.7)       | 19.6 (67.3)       | 24.0 (75.2)       | 26.8 (80.2)       | 30.6 (87.1)       | 32.3 (90.1)       | 28.5 (83.3)       | 23.1 (73.6)       | 17.7 (63.9)       | 12.5 (54.5)       | 20.9 (69.6)       |
| 일일 평균 기온 °C (°F)                                       | 6.3 (43.3)        | 6.8 (44.2)        | 9.9 (49.8)        | 15.0 (59.0)       | 19.6 (67.3)       | 23.0 (73.4)       | 26.8 (80.2)       | 28.1 (82.6)       | 24.8 (76.6)       | 19.3 (66.7)       | 13.8 (56.8)       | 8.7 (47.7)        | 16.8 (62.2)       |
| 일평균 최저 기온 °C (°F)                                     | 2.9 (37.2)        | 3.1 (37.6)        | 5.8 (42.4)        | 10.6 (51.1)       | 15.6 (60.1)       | 19.8 (67.6)       | 23.9 (75.0)       | 24.9 (76.8)       | 21.6 (70.9)       | 15.9 (60.6)       | 10.1 (50.2)       | 5.2 (41.4)        | 13.3 (55.9)       |
| 역대 최저 기온 °C (°F)                                       | −5.4 (22.3)       | −6.0 (21.2)       | −3.6 (25.5)       | −0.7 (30.7)       | 4.6 (40.3)        | 9.7 (49.5)        | 15.3 (59.5)       | 16.6 (61.9)       | 11.9 (53.4)       | 4.5 (40.1)        | −1.3 (29.7)       | −4.3 (24.3)       | −6.0 (21.2)       |
| 평균 강수량 mm (인치)                                        | 41.9 (1.65)       | 53.0 (2.09)       | 87.8 (3.46)       | 104.3 (4.11)      | 146.6 (5.77)      | 192.6 (7.58)      | 177.0 (6.97)      | 193.0 (7.60)      | 271.2 (10.68)     | 199.5 (7.85)      | 89.2 (3.51)       | 63.9 (2.52)       | 1,619.9 (63.78)   |
| 평균 강설량 cm (인치)                                        | 1 (0.4)           | 1 (0.4)           | 0 (0)             | 0 (0)             | 0 (0)             | 0 (0)             | 0 (0)             | 0 (0)             | 0 (0)             | 0 (0)             | 0 (0)             | 0 (0)             | 2 (0.8)           |
| 평균 강수일수 (≥ 0.5 mm)                                     | 6.5               | 7.1               | 10.3              | 10.1              | 9.7               | 13.2              | 11.2              | 9.0               | 11.4              | 9.4               | 7.7               | 6.5               | 112.2             |
| 평균 상대 습도 (%)                                           | 61                | 61                | 61                | 62                | 67                | 75                | 77                | 73                | 72                | 69                | 66                | 63                | 67                |
| 평균 월간 일조시간                                           | 160.3             | 152.5             | 179.8             | 197.9             | 205.7             | 151.9             | 192.0             | 230.6             | 162.0             | 163.6             | 150.4             | 160.1             | 2,106.8           |
| 출처: 일본 기상청 (평년값: 1991년~2020년, 극값: 1891년~현재) |                   |                   |                   |                   |                   |                   |                   |                   |                   |                   |                   |                   |                   |

## 인구
| 연도 | 인구    | ±%     |
| ---- | ------- | ------ |
| 1920 | 140,534 | —      |
| 1930 | 158,688 | +12.9% |
| 1940 | 164,572 | +3.7%  |
| 1950 | 177,363 | +7.8%  |
| 1960 | 203,326 | +14.6% |
| 1970 | 223,451 | +9.9%  |
| 1980 | 249,343 | +11.6% |
| 1990 | 263,356 | +5.6%  |
| 2000 | 268,218 | +1.8%  |
| 2010 | 264,764 | −1.3%  |

## 역사
- 1585년 - 하치스카 이에마사가 아와국에 입봉해 도쿠시마성과 그 성시를 구축해 현재의 도쿠시마의 기초가 되었다.
- 1871년 8월 29일 - 폐번치현으로 도쿠시마현의 현청 소재지가 되었다.
- 1889년 10월 1일 - 도쿠시마시가 성립하였다.
- 1945년 7월 4일 - 도쿠시마 대공습으로 미군 B-29 폭격기의 습격을 받아 시가지의 62%를 소실했고 사망자 약 1,000명, 중경상자 약 2,000명이 넘는 피해를 입었다.
- 1955년 1월 1일 - 묘도군 니이정·묘자이군 뉴타촌을 편입하였다.
- 1955년 2월 11일 - 묘도군 가미하치만촌을 편입하였다.
- 1955년 3월 31일 - 이타노군 가와우치촌을 편입하였다.
- 1966년 10월 1일 - 이타노군 오진촌을 편입하였다.

## 경제
에도 시대부터 도쿠시마현 경제의 중심이며 시코쿠에서도 다른 현청 소재지인 다카마쓰시, 마쓰야마시, 고치시와 함께 중요한 위치를 차지하고 있다. 에도 시대부터 메이지 시대까지는 쪽의 집산지로 많이 번창해 유수한 상업 도시였다. 다이쇼 시대 이후에는 쪽 산업의 쇠퇴에 따라 침체되었지만 쪽 상인이 오랜 세월 축적한 부를 자본으로 해 금융기관의 설립이나 방적, 제지, 전력 등 근대 산업이 발전했고 현재까지 이어져 오는 경제의 기반이 구축되었다. 전후에는 일본 정부로부터 신산업도시로 지정받아 화학 공업을 중심으로 공장 유치가 진행되었다. 1998년의 아카시 해협 대교 개통 전후로 유통 산업과 간사이계 기업을 중심으로 한 제조업이 입지하였다.
2007년 연간 상품 판매액은 시코쿠의 시정촌 중에서 다카마쓰시, 마쓰야마시, 고치시에 이어 4위이며 연간 제조품 출하액은 6위(현청 소재지 중에서는 1위)이다. 불단 제조 등 목공 산업이 예로부터 활발하고 열대산 목재 불단은 일본 최고의 점유율을 자랑한다. 농업도 번창하여 조 생산액은 시코쿠의 시정촌 중에서 최대이다.

## 교육
- 도쿠시마 대학
- 시코쿠 대학

## 교통

### 철도
- 시코쿠 여객철도
  - 고토쿠선
  - 무기선
  - 도쿠시마선

### 도로
- 도쿠시마 자동차도
- 국도 11호선
- 국도 28호선
- 국도 55호선
- 국도 192호선
- 국도 195호선
- 국도 318호선
- 국도 438호선
- 국도 439호선

## 방송
- 시코쿠 방송(JOJR, JRT, TV는 NNN/NNS 계열국)
- NHK 도쿠시마 방송국
- 간사이 TV 방송 도쿠시마 지국
- 아사히 방송 도쿠시마 지국

## 자매 결연 도시
- 일본 미야기현 센다이시
  - 1970년 4월 15일
- 일본 홋카이도 오비히로시
  - 1977년 7월 1일
- 미국 미시간주 새기노
  - 1961년 12월 23일
- 포르투갈 레이리아
  - 1969년 10월 15일
- 중국 랴오닝성 단둥시
  - 1991년 10월 1일